# Михайловка (Львовская область)
Михайловка (укр. Михайлівка) — село в Белзской городской общине Шептицкого района Львовской области Украины.
Население по переписи 2001 года составляло 117 человек. Занимает площадь 1,12 км². Почтовый индекс — 80065. Телефонный код — 3257.